# Leptoneta hwanseonensis
Leptoneta hwanseonensis là một loài nhện trong họ Leptonetidae.
Loài này thuộc chi Leptoneta. Leptoneta hwanseonensis được miêu tả năm 1987 bởi Namkung.